# Groissiat
Groissiat és un municipi francès situat al departament de l'Ain i a la regió d'Alvèrnia-Roine-Alps. L'any 2007 tenia 1.098 habitants.

## Demografia

### Població
El 2007 la població de fet de Groissiat era de 1.098 persones. Hi havia 385 famílies de les quals 62 eren unipersonals (31 homes vivint sols i 31 dones vivint soles), 123 parelles sense fills, 185 parelles amb fills i 15 famílies monoparentals amb fills.
La població ha evolucionat segons el següent gràfic:
Habitants censats

### Habitatges
El 2007 hi havia 414 habitatges, 387 eren l'habitatge principal de la família, 14 eren segones residències i 14 estaven desocupats. 361 eren cases i 53 eren apartaments. Dels 387 habitatges principals, 310 estaven ocupats pels seus propietaris, 73 estaven llogats i ocupats pels llogaters i 4 estaven cedits a títol gratuït; 1 tenia una cambra, 9 en tenien dues, 36 en tenien tres, 131 en tenien quatre i 211 en tenien cinc o més. 348 habitatges disposaven pel capbaix d'una plaça de pàrquing. A 121 habitatges hi havia un automòbil i a 258 n'hi havia dos o més.

### Piràmide de població
La piràmide de població per edats i sexe el 2009 era:
| Homes | Edats   | Dones |
| ----- | ------- | ----- |
| 0     | 95 o +  | 0     |
| 0     | 90 a 94 | 0     |
| 4     | 85 a 89 | 4     |
| 4     | 80 a 84 | 4     |
| 4     | 75 a 79 | 8     |
| 8     | 70 a 74 | 4     |
| 8     | 65 a 69 | 16    |
| 28    | 60 a 64 | 16    |
| 32    | 55 a 59 | 40    |
| 36    | 50 a 54 | 36    |
| 48    | 45 a 49 | 32    |
| 28    | 40 a 44 | 32    |
| 32    | 35 a 39 | 24    |
| 24    | 30 a 34 | 44    |
| 16    | 25 a 29 | 4     |
| 36    | 20 a 24 | 12    |
| 44    | 15 a 19 | 12    |
| 16    | 10 a 14 | 40    |
| 24    | 5 a 9   | 16    |
| 32    | 0 a 4   | 12    |

## Economia
El 2007 la població en edat de treballar era de 724 persones, 556 eren actives i 168 eren inactives. De les 556 persones actives 519 estaven ocupades (287 homes i 232 dones) i 37 estaven aturades (15 homes i 22 dones). De les 168 persones inactives 69 estaven jubilades, 56 estaven estudiant i 43 estaven classificades com a «altres inactius».

### Ingressos
El 2009 a Groissiat hi havia 400 unitats fiscals que integraven 1.184 persones, la mediana anual d'ingressos fiscals per persona era de 20.301 €.

### Activitats econòmiques
Dels 75 establiments que hi havia el 2007, 3 eren d'empreses extractives, 3 d'empreses de fabricació de material elèctric, 26 d'empreses de fabricació d'altres productes industrials, 4 d'empreses de construcció, 13 d'empreses de comerç i reparació d'automòbils, 1 d'una empresa de transport, 6 d'empreses financeres, 9 d'empreses immobiliàries, 8 d'empreses de serveis i 2 d'empreses classificades com a «altres activitats de serveis».
Dels 8 establiments de servei als particulars que hi havia el 2009, 1 era un taller de reparació d'automòbils i de material agrícola, 2 guixaires pintors, 1 fusteria, 1 empresa de construcció, 1 perruqueria, 1 agència immobiliària i 1 saló de bellesa.
Dels 2 establiments comercials que hi havia el 2009, 1 era una botiga de més de 120 m² i 1 una peixateria.

## Equipaments sanitaris i escolars
El 2009 hi havia una escola elemental.

## Poblacions més properes
El següent diagrama mostra les poblacions més properes.